# 홋타 마사요시 (1810년)

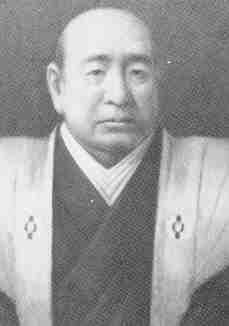
홋타 마사요시

홋타 마사요시(일본어: 堀田正睦, 1810년 음력 8월 1일 ~ 1864년 음력 3월 21일)는 에도 시대 말기의 다이묘, 노중수좌이다. 시모사 사쿠라번 제5대 번주를 지냈다. 홋타가 마사토시계 제9대 당주.

## 일생

### 유년 시기
분카 7년(1810년) 8월 1일, 제3대 번주 홋타 마사토키의 차남으로 태어났으며, 이 때의 이름은 마사히로(正篤)였다. 분카 8년(1811년), 아버지가 사망하자 백부 홋타 마사코토의 아들인 마사치카가 번주 자리를 계승하고 2세의 마사히로가 그의 양자가 되었다.

### 번주 및 로주 취임
분세이 8년(1825년), 마사치카가 오랜 투병 끝에 사망하자 번주로 취임하였다. 덴포 8년 (1837년)부터 덴포 14년(1843년)까지 노중으로 있었다.
마사히로는 난학에 관심이 많아 '란벽'으로 불렸으며, 외국과의 통상을 주장하는 개국파였다. 그 후, 안세이 2년(1855년) 아베 마사히로의 추천을 받아 다시 노중이 되고 노중수좌 및 외국괘 노중을 겸하게 된다. 안세이 3년에는 자신의 이름자 중 쇼군 도쿠가와 이에사다의 정실부인이 된 아쓰히메와 겹치는 글자를 고쳐 마사요시로 개명했다. 안세이 5년(1858년), 미국총영사인 타운젠드 해리스가 미일수호통상조약의 조인을 요구해 오자, 조약체결을 승인하는 고메이 천황의 칙허를 받기 위해 교토로 갔지만, 존황양이파와 연대하고 있던 천황은 이를 거부하였다.

### 쇼군 후계자 다툼
한편, 제13대 쇼군 도쿠가와 이에사다가 병으로 쓰러지자 그 후계를 둘러싸고 도쿠가와 요시토미(기이 번주) 지지파인 난키파와 도쿠가와 요시노부 (히토쓰바시 당주) 지지파인 히토쓰바시파가 대립하게 된다. 도쿠가와 나리아키와 외교문제로 대립하던 터라 그 아들인 요시노부에게도 호감을 가지지 못하고, 내심 요시토미가 14대 쇼군에 적당하다 생각하고 있었다. 그러나, 교토에서 조정의 강경한 반대로 칙허를 얻지 못한 상황을 타개하기 위해 요시노부를 쇼군으로, 후쿠이번주 마쓰다이라 요시나가를 다이로로 추대한다면 히토쓰바시파에 기울어진 조정 대신들의 태도를 바꿀 수 있으리라고 믿어 히토쓰바시파로 노선을 바꾸었다.
그러나 마사요시가 상경하던 중 로주 마쓰다이라 다다카타, 기슈번 가로 미즈노 다다나카의 공작으로 난키파인 이이 나오스케가 다이로로 취임하고 히토쓰바시파를 숙청하기 시작하였다. 마사요시도 로주직에서 파면당하자 안세이 6년(1859년), 4남인 마사토모에게 번주 자리를 양보하고 은거하였다. 사실 나오스케는 마사요시를 재등용하려는 생각이었지만, 안세이 대옥으로 히토쓰바시파 다이묘들이 엄중한 처분을 받는 중이어서 이를 불문에 부쳤다고 한다. 하지만, 이것은 오히려 마사요시와 나오스케가 서로 연관되어 있다는 억측을 불러, 사쿠라다 문 밖의 변이 일어난 후인 분큐 2년(1862년) 근신 처분을 받아 사쿠라 성에서의 칩거를 강요받게 된다.
겐지 1년(1864년) 3월 21일에 사망. 향년 55세.
| 전임 홋타 마사치카 | 제5대 사쿠라번주 (홋타가, 마사토시 계) 1825년 ~ 1859년 | 후임 홋타 마사토모 |

| 전임 도이 도시쓰라 | 제59대 오사카 조다이 1837년 | 후임 마나베 아키카쓰 |